# Sandgräber
Die Sandgräber (Bathyergidae) sind eine Familie der Nagetiere (Rodentia), wo sie in die Unterordnung der Stachelschweinverwandten (Hystricomorpha) eingeordnet werden. Es handelt sich dabei um Nager, die vor allem an die unterirdische und grabende Lebensweise angepasst sind.

## Merkmale

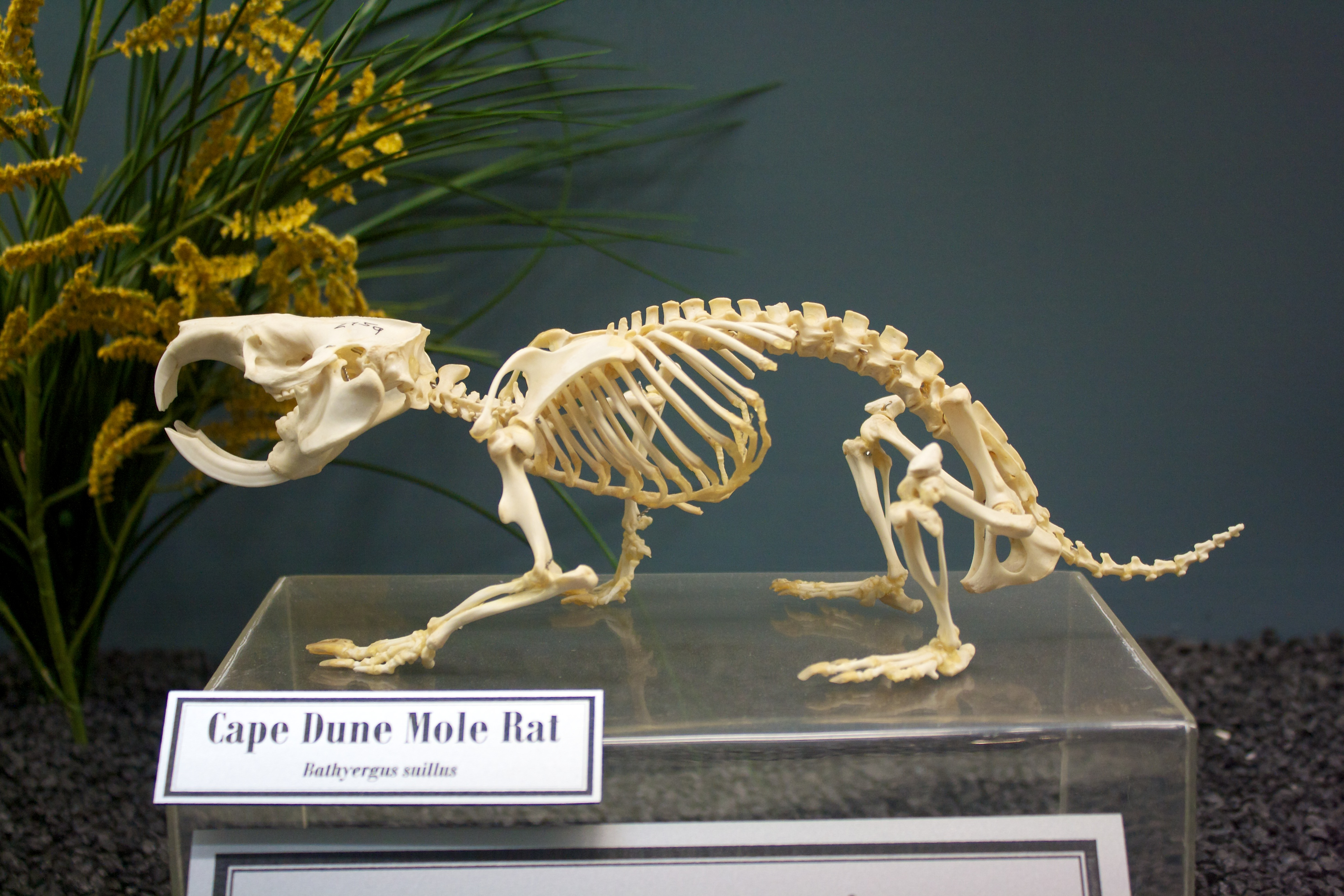
Skelett des Kap-Strandgräbers (Bathyergus suillus), gut erkennbar sind die vergrößerten Schneidezähne

Vertreter der Sandgräber erreichen eine Körperlänge von 8 bis 33 Zentimetern. Besonders angepasst an die unterirdische Lebensweise sind die Kiefer und die zugehörige Kaumuskulatur, die sehr kräftig ausgebildet ist. Die Schneidezähne sind sehr lang, und ihre Wurzeln können im Kiefer bis hinter die Backenzähne reichen; sie werden als Grabwerkzeug genutzt. Körperanhänge wie der Schwanz und die äußeren Ohren sind zurückgebildet, ebenfalls die Augen. Alle Arten der Sandgräber haben ein kurzes Fell.

## Lebensweise
Alle Sandgräber leben in selbst gegrabenen Tunnelsystemen, die sie mit Hilfe ihrer kräftigen Nagezähne graben. Sie ernähren sich vegetarisch von unterirdischen Wurzelknollen. Sandgräber können als Einzelgänger oder in Kolonien leben.

## Verbreitung
Sandgräber leben heute nur in Afrika südlich der Sahara. Die Gattung der Strandgräber (Bathyergus) mit zwei Arten und der Kap-Blessmull (Georhychus capensis) als einziger Vertreter der Gattung Georhychus sind auf das südliche Afrika beschränkt, wobei von den drei Arten der Kap-Blessmull und der Kap-Strandgräber (Bathyergus suillus) nur in der Republik Südafrika vorkommen und der Namaqua-Strandgräber (Bathyergus janetta) zusätzlich im äußersten Süden Namibias anzutreffen ist. Die Graumulle (Fukomys und Cryptomys) und der Silbergraue Erdbohrer (Heliophobius argenteocinereus) sind dagegen über weite Teile der Region verbreitet und kommen in mehreren Ländern südlich der Sahara vor.
Eine fossile Art, die den Sandgräbern zugeordnet wird, stammt aus der Mongolei.

## Systematik
Die systematische Einordnung der Sandgräber in das System der Nagetiere ist durch zahlreiche Sonderbildungen, die sich vor allem aufgrund der grabenden Lebensweise entwickelt haben, ziemlich umstritten. Die Verwandtschaft zu den Stachelschweinverwandten gilt als gesichert, die Schwestergruppe der Sandgräber ist jedoch unbekannt.
Nach verschiedenen molekularbiologischen Untersuchungen wird heute davon ausgegangen, dass der Nacktmull die ursprünglichste Art der Sandgräber darstellt. Die Phylogenie der Graumulle ist umstritten, auf der Basis molekularbiologischer Analysen wurden jedoch zwei deutlich voneinander getrennte Taxa herausgestellt, woraufhin eine Trennung in zwei Gattungen vorgeschlagen und umgesetzt wurde, indem Cryptomys von der neuen Gattung Fukomys getrennt wurde.

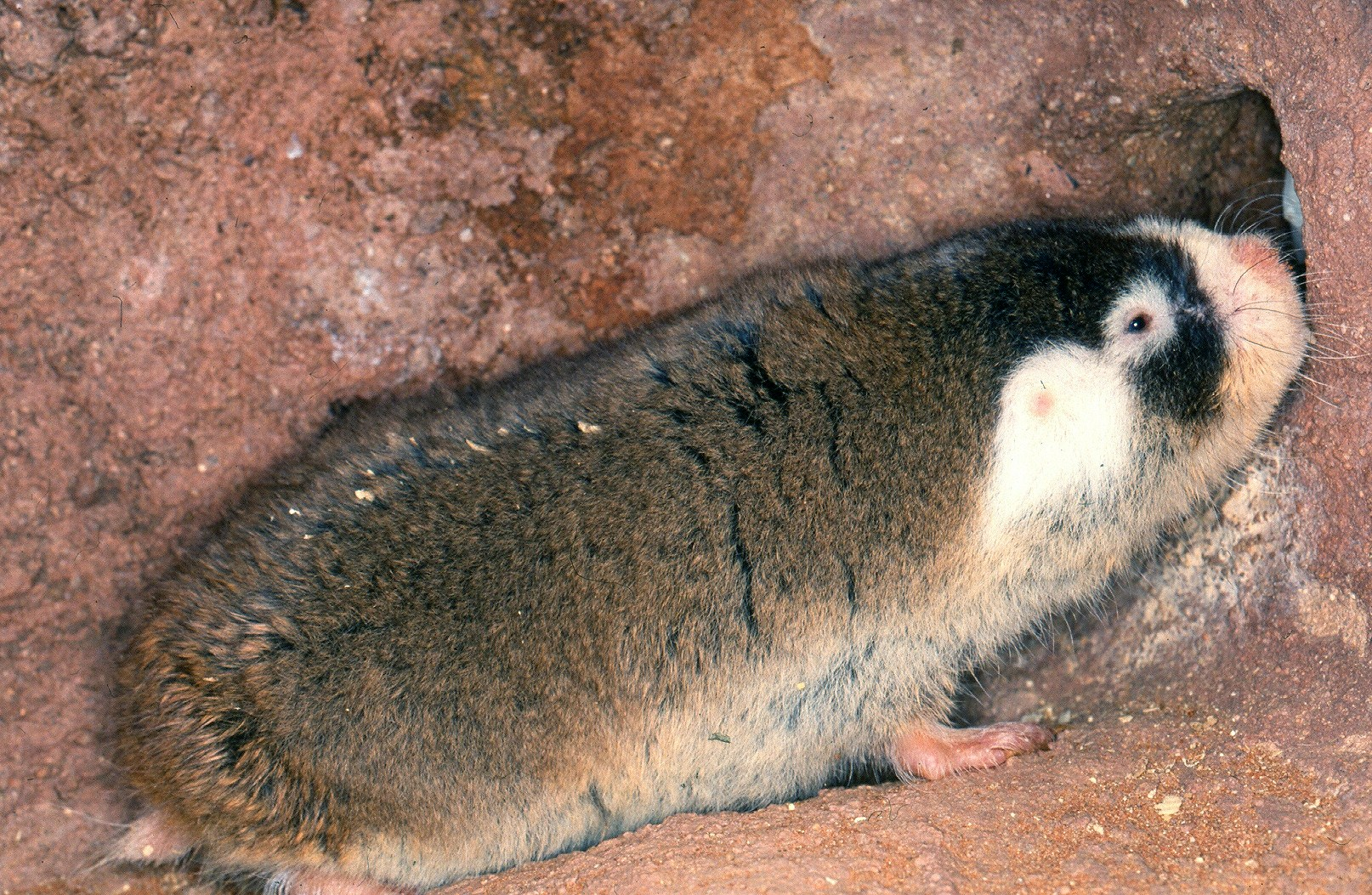
Kap-Blessmull (Georhychus capensis)

Zu den Sandgräbern gehören folgende Taxa:
- Graumulle (Gattung Fukomys Gray, 1864); je nach Quelle zehn bis vierzehn Arten[5][3][4]
- Cryptomys, nur der Afrikanische Graumull (Cryptomys hottentotus) (Lesson, 1826)[3]
- Erdbohrer (Gattung Heliophobius Peters, 1846); nur der Silbergraue Erdbohrer (Heliophobius argenteocinereus Peters, 1846)
- Strandgräber (Gattung Bathyergus Illiger, 1811); zwei Arten
- Blessmulle (Gattung Georhychus Illiger, 1811); nur der Kap-Blessmull (Georhychus capensis (Pallas, 1778))

Der Nacktmull wurde lange in der Familie der Sandgräber (Bathyergidae) eingeordnet, mit denen er heute noch eine gemeinsame Überfamilie bildet. Aufgrund des genetischen Abstandes und der langen zeitlichen Trennung der beiden Taxa wurde die Art jedoch in aktuellen Werken einer eigenen Familie Heterocephalidae zugeordnet.

## Belege
1. 1 2  Bruce D. Patterson: Heterocephalidae. In: Don E. Wilson, T. E. Lacher, Jr., Russell A. Mittermeier (Herausgeber): Handbook of the Mammals of the World: Lagomorphs and Rodents 1. (HMW, Band 6), Lynx Edicions, Barcelona 2016, ISBN 978-84-941892-3-4, S. 352 ff.
2. 1 2  Colleen M. Ingram, Hynek Burda, Rodney L. Honeycutt: Molecular phylogenetics and taxonomy of the African mole-rats, genus Cryptomys and the new genus Coetomys Gray, 1864. Molecular Phylogenetics and Evolution 31 (3), 2004, S. 997–1014. doi:10.1016/j.ympev.2003.11.004
3. 1 2 3  Dieter Kock, Colleen M. Ingram, Lawrence J. Frabotta, Rodney L. Honeycutt, Hynek Burda: On the nomenclature of Bathyergidae and Fukomys n. gen. (Mammalia: Rodentia). Zootaxa 1142, 2006, S. 51–55.
4. 1 2  R.L. Honeycutt: Family Bathyergidae (African Mole-Rats). In: Don E. Wilson, T. E. Lacher, Jr., Russell A. Mittermeier (Herausgeber): Handbook of the Mammals of the World: Lagomorphs and Rodents 1. (HMW, Band 6), Lynx Edicions, Barcelona 2016; S. 352–370. ISBN 978-84-941892-3-4.
5. ↑  Nigel C. Bennett: Genus Cryptomys – Mole-rats In: Jonathan Kingdon, David Happold, Michael Hoffmann, Thomas Butynski, Meredith Happold und Jan Kalina (Hrsg.): Mammals of Africa Volume III. Rodents, Hares and Rabbits. Bloomsbury, London 2013, S. 648–649; ISBN 978-1-4081-2253-2.
6. ↑  Bruce D. Patterson, Nathan S. Upham: A newly recognized family from the Horn of Africa, the Heterocephalidae (Rodentia: Ctenohystrica). Zoological Journal of the Linnean Society 172 (4), 2014; S. 942–963. DOI:10.1111/zoj.12201.